# Al Mac’s Diner-Restaurant
Das Al Mac’s Diner-Restaurant ist ein 1953 gebauter Diner in Fall River im Bundesstaat Massachusetts der Vereinigten Staaten. Es zählt zu den sogenannten „Stainless-Steel“-Dinern, da es mit Elementen aus rostfreiem Stahl verkleidet ist, und wurde am 20. Dezember 1999 im Rahmen der Multiple Property Submission Diners of Massachusetts MPS in das National Register of Historic Places eingetragen.

## Beschreibung
Das Al Mac’s ist der älteste von vier noch in Massachusetts existierenden Dinern, die von der DeRaffele Manufacturing Company in New Rochelle, New York gebaut wurden. Es ist ein gut erhaltenes Beispiel aus der Epoche der „Stainless-Steel“-Diner in den 1950er Jahren. Das Restaurant befindet sich rund 1,5 km außerhalb des Stadtkerns innerhalb eines Einkaufszentrums nahe der Massachusetts Route 138.
Der Diner wurde in Stahlskelettbauweise errichtet und mit Elementen aus rostfreiem Stahl (englisch stainless steel) verkleidet, was diesem Bautyp seinen Namen gab. Zusätzliche petrolfarbene Email-Elemente wurden als horizontale und vertikale Akzente integriert. Das niedrige Walmdach ist abgerundet ausgeführt, und der überdachte, hervorstehende Eingangsbereich in der Mitte der Frontseite ist ein typisches Merkmal der Diner dieser Epoche. Die gebördelten Pilaster zwischen den Fenstern dienen zugleich zur Zierde und als Regenrinnen. Auf der ostwärtigen Rückseite befindet sich die einstöckige Küche in einem gesonderten, mutmaßlich in den 1990er Jahren hinzugefügten Gebäudeteil, der jedoch das Gesamtbild des Diners nicht beeinträchtigt.
Im Inneren befindet sich links des Eingangsbereichs die Theke, um die herum 20 Stahlhocker angeordnet sind. Entlang der West- und Südseite sowie teilweise an der Ostseite befinden sich Sitzplätze. Sowohl die Theke als auch die Begrenzungen der Sitzecken bestehen aus Resopal, die Sitze sind mit PVC bezogen, der Boden besteht aus Terrazzo. Das ursprüngliche Farbschema aus lachsfarben und blassgrün findet sich heute noch im Dachbereich. Mitte der 1970er Jahre wurde der Diner von seinem ursprünglichen Standort an seine heutige Position umgesetzt, um dem heute dort befindlichen Bicentennial Park Platz zu machen. In den 1990er Jahren wurde er um 90 Grad gedreht und zeigt seitdem mit seinem Eingang zur Davol Street.

## Historische Bedeutung
Der Namensgeber des Diners ist Allen J. McDermott, der in Fall River mehrere Diner und Restaurants besaß und mit der 1926 gegründeten McDermott Lunch Company ein seit den 1910er Jahren bestehendes Familienunternehmen fortführte. Die Ausrichtung des Al Mac’s als Diner-Restaurant – in Abgrenzung zum Begriff Diner – spiegelt das Bestreben der Branche in den 1950er Jahren wider, eine restaurantähnliche Atmosphäre zu schaffen. Die Umplatzierung in den 1970er Jahren und die spätere Drehung am neuen Standort sind typische Beispiele für die Mobilität der Diner, die sich mit vergleichsweise geringem Aufwand nach neuen Gegebenheiten ausrichten lassen.
Das Al Mac’s war der letzte neue Diner, den McDermott vor seinem Ruhestand im Jahr 1967 kaufte. Die Entwicklung der Umgebung der Davol Street zu einem Industrie- und Gewerbegebiet begann bereits vor dem Zweiten Weltkrieg und führte zur Ansiedlung einer Reihe von Unternehmen, deren Angestellte die Kundenbasis des Diners bildeten.
Nachdem der Diner 2012 aufgrund wirtschaftlicher Schwierigkeiten schließen musste, wurde er nach umfassenden Renovierungsarbeiten 2013 unter neuer Leitung wiedereröffnet.